# جداسازی در ایرلند شمالی

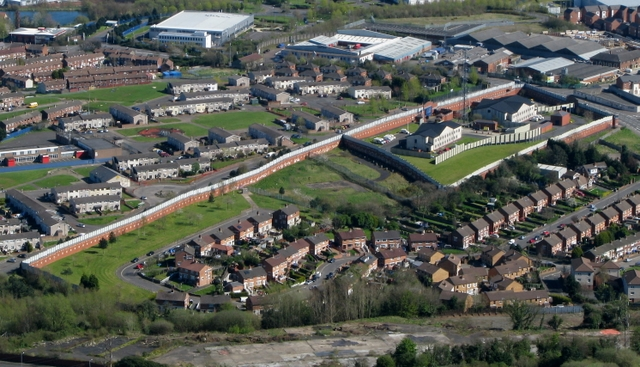
یک " خط صلح " به ارتفاع ۵٫۵ متر (۱۸ دقیقه) در امتداد جاده اسپرینگ مارتین در بلفاست، با یک ایستگاه پلیس مستحکم در یک انتهای آن

نقشه مذهبی بلفاست، ۲۰۱۱، نشان دهنده درصد پاسخ دهندگانی است که در هر منطقه به عنوان کاتولیک شناخته می‌شوند.

جداسازی در ایرلند شمالی یک موضوع طولانی مدت در تاریخ سیاسی و اجتماعی ایرلند شمالی است. این جداسازی شامل دو بلوک اصلی رأی‌دهی ایرلند شمالی می‌شود: ملی‌گرا / جمهوری‌خواهان ایرلندی (عمدتاً کاتولیک رومی) و اتحادگرا / وفادار (عمدتاً پروتستان). اغلب به عنوان علت و معلول " مشکلات " دیده می‌شود.
ترکیبی از تفاوت‌های سیاسی، مذهبی و اجتماعی به‌علاوه تهدید تنش‌ها و خشونت‌های بین جماعت‌ها منجر به جداسازی گسترده دو جامعه از خود شده‌است. کاتولیک‌ها و پروتستان‌ها در موقعیتی که برخی آن را «آپارتاید خویش تحمیلی» نامیده‌اند، عمدتاً زندگی جداگانه‌ای دارند.

## تحصیلات
آموزش در ایرلند شمالی به شدت تفکیک شده‌است. اکثر مدارس دولتی در ایرلند شمالی عمدتاً پروتستان هستند، در حالی که اکثر کودکان کاتولیک در مدارسی که توسط کلیسای کاتولیک نگهداری می‌شود، تحصیل می‌کنند. در سال ۲۰۰۶، ۹۰ درصد از کودکان در ایرلند شمالی در مدارس مجزا بودند، تا سال ۲۰۱۷ این رقم به ۹۳ درصد افزایش یافت. نتیجه، همان‌طور که یکی از مفسران بیان کرده‌است، این است که «اکثریت قریب به اتفاق فرزندان اولستر می‌توانند از چهار سالگی به ۱۸ سالگی برسند بدون اینکه گفتگوی جدی با یکی از اعضای عقیده رقیب داشته باشند.» شیوع تحصیلات تفکیک شده به عنوان عامل اصلی در حفظ درون‌همسری (ازدواج درون گروهی) ذکر شده‌است. جنبش آموزش یکپارچه با تأسیس مدارس غیرفرقه ای مانند «مدرسه ابتدایی تجمیعی پورتاداون» به دنبال معکوس کردن این روند بوده‌است. با این حال، چنین مدارسی هنوز استثنایی بر روند عمومی آموزش جداگانه هستند. مدارس یکپارچه در ایرلند شمالی با تلاش داوطلبانه والدین تأسیس شده‌است. کلیساها در توسعه آموزش یکپارچه شرکت نکرده‌اند. با این حال، هم کلیسای کاتولیک و هم فرقه‌های پروتستان، همراه با نهادهای دولتی، از پروژه‌های مدارس بین جماعتی مانند سفرهای میدانی مشترک، کلاس‌های آموزشی و انجمن‌هایی که دانش‌آموزان می‌توانند برای به اشتراک گذاشتن عقاید، ارزش‌ها و فرهنگ‌های خود گرد هم آیند، حمایت و سازماندهی کرده‌اند. جان اچ. وایت از دانشگاهیان، استدلال کرد که «دو عاملی که بیشترین تأثیر را در جدایی پروتستان‌ها به عنوان یک کل از کلیت کاتولیک‌ها دارد، درون همسری و آموزش جداگانه است».